# Blackwell Convergence
Pour les articles homonymes, voir Blackwell.
Blackwell Convergence (ou The Blackwell Convergence) est un jeu vidéo d'aventure en pointer-et-cliquer développé et édité par Wadjet Eye Games, sorti en 2009 sur Windows, Mac, Linux, iOS et Android. Il s'agit du troisième volet de la série Blackwell.